# Associatie van waterscheerling en hoge cyperzegge
De associatie van waterscheerling en hoge cyperzegge (Cicuto-Caricetum pseudocyperi) is een associatie uit het waterscheerling-verbond (Cicution virosae).

## Naamgeving en codering
- Syntaxoncode voor Nederland (rVvN): r08Ba02
- BWK-karteringscode: md

De wetenschappelijke naam Cicuto-Caricetum pseudocyperi is afgeleid van de botanische namen van respectievelijk waterscheerling (Cicuta virosa) en hoge cyperzegge (Carex pseudocyperus).

## Subassociaties in Nederland en Vlaanderen
Van de associatie van waterscheerling en hoge cyperzegge komen in Nederland en Vlaanderen twee subassociaties voor.
- typische subassociatie (Cicuto-Caricetum typicum)
- subassociatie met waterdrieblad (Cicuto-Caricetum menyanthetosum)

## Verspreiding
Het zwaartepunt van het verspreidingsgebied van de associatie van waterscheerling en hoge cyperzegge ligt in het noordoostelijke deel van Centraal-Europa.

## Fotogalerij

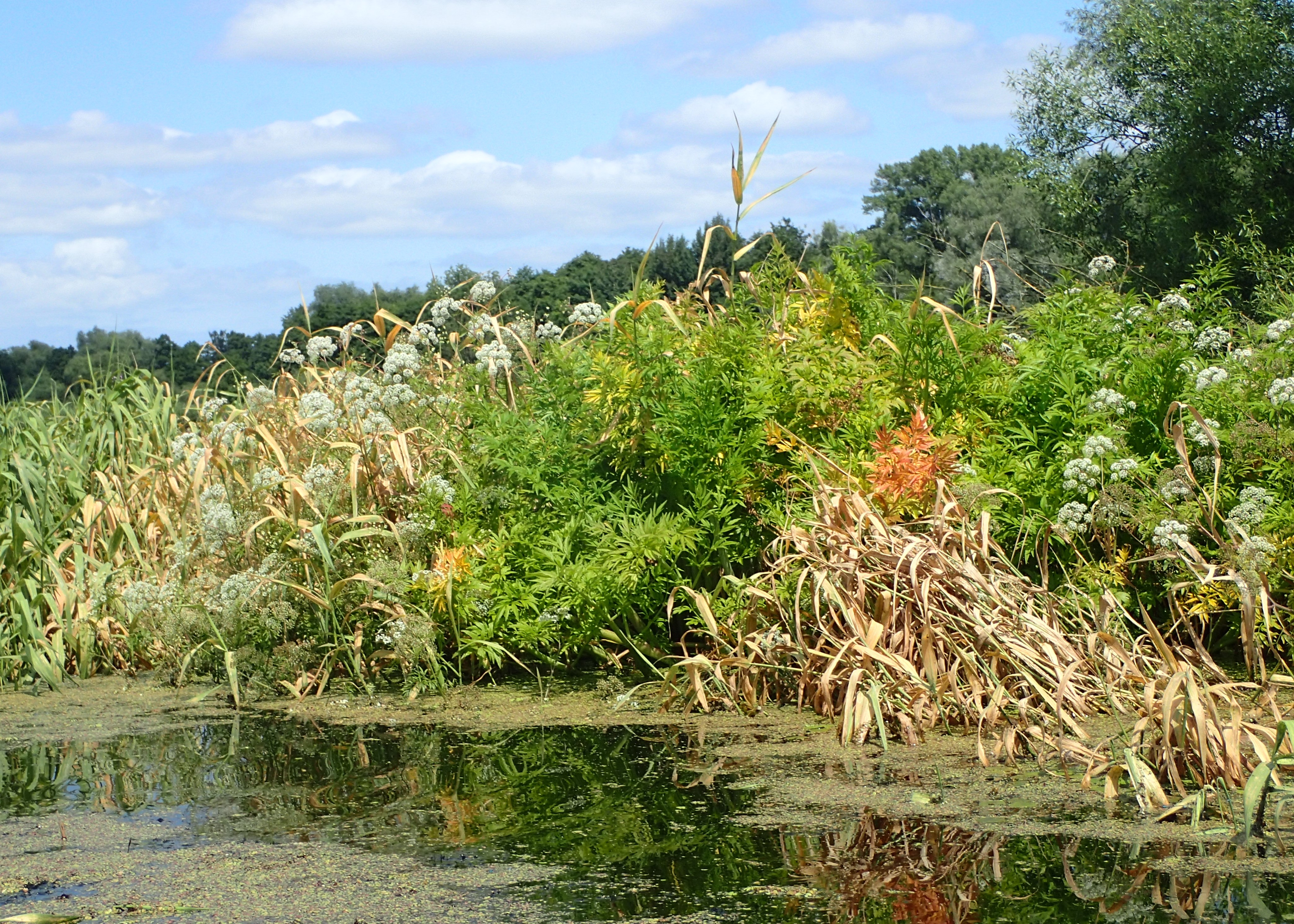
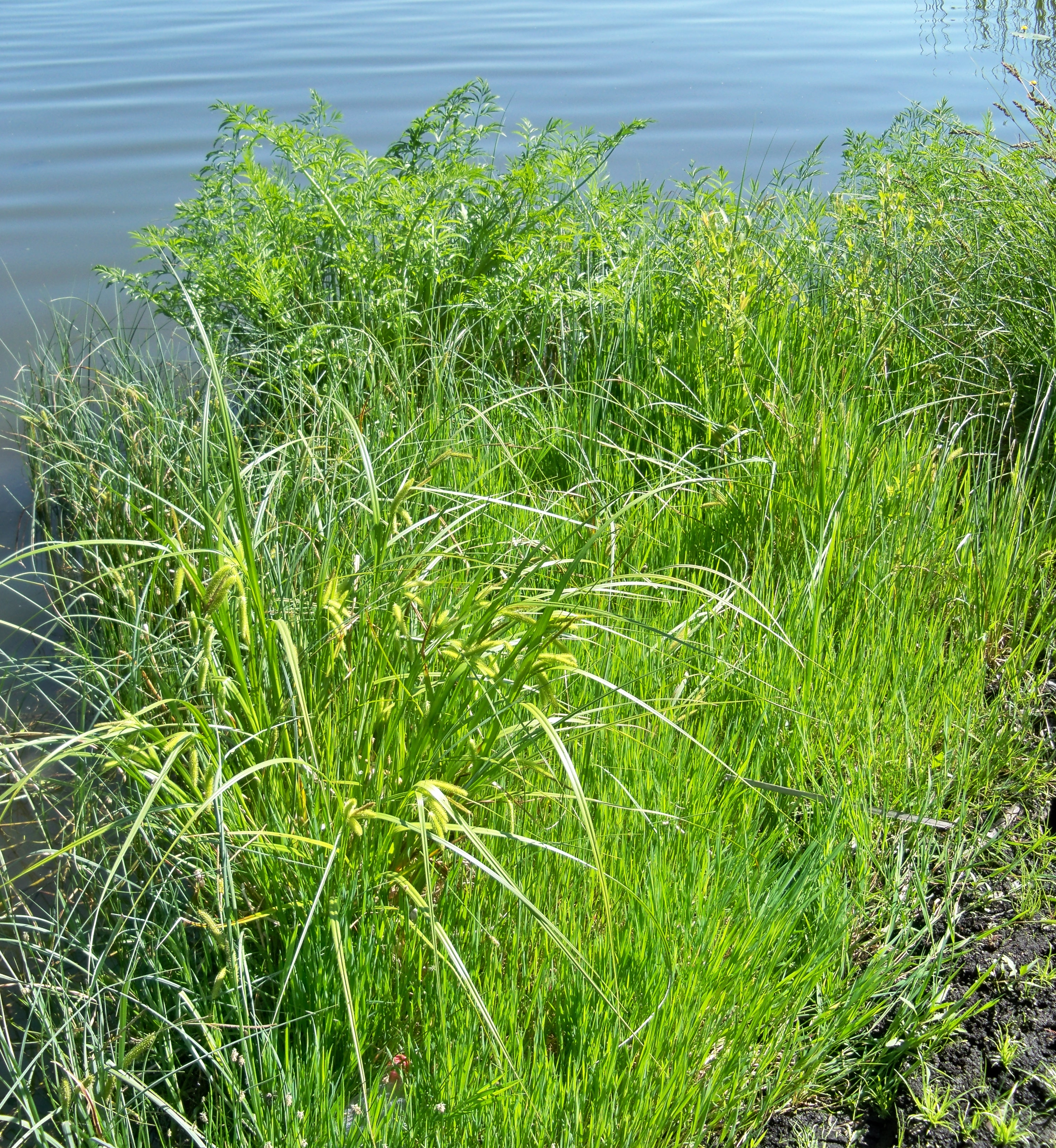